# Mike Trolle
 Der er for få eller ingen kildehenvisninger i denne artikel, hvilket er et problem. Du kan hjælpe ved at angive troværdige kilder til de påstande, som fremføres i artiklen.

Mike Trolle (født 5. december 1990) er en dansk floorballmålmand der spiller for Rødovre Floorball Club. Han har tidligere spillet for Hvidovre Attack FC.

## Klubber

### Hvidovre
Mike Trolle spillede som ungdomsspiller i Hvidovre Attack FC og fik i sæsonen 2006/07 debut som 16 årig for klubbens ligahold. Sæsonen efter stod han igen for klubben, hvor holdet nåede DM semifinalen i Floorballligaen, inden han skiftede til Rødovre Floorball Club.

### Rødovre
Med skiftet til naboerne hos Rødovre Floorball Club, blev det starten til en succesfuld karriere, hvor Mike Trolle som målmand havde en stor andel i forhold til klubbens succes. I den første sæson Floorballligaen 2008-09 vandt han med klubben DM guld.
Sidenhen har Mike Trolle med Rødovre Floorball Club vundet 6 x DM guld.

## Danske mesterskaber
Mike Trolle har i alt vundet 10 DM medaljer på 11 sæsoner, eneste sæson han ikke vandt en medalje var den første sæson hos Hvidovre, hvor holdet tabte i kvartfinalen i DM slutspillet.
- 6 x DM GULD
- 1 x DM Sølv
- 3 x DM Bronze

## Landsholdet
Mike Trolle debuterede på det danske floorballlandshold i 2014. Det skete med omgående succes, da han under VM i 2014 blev udtaget til All star-holdet.
I alt 25 landskampe er det blevet for den danske keeper, som har stået to VM, nemlig i 2014 og 2016.

### U19 landsholdet
To U19 VM nåede Mike Trolle at deltage i. I 2007 var han med til at Danmark vandt B VM og rykkede op i A VM. 2 år senere spillede han sit sidste VM som U19 i 2009.

## Spillestil
Mike Trolle er en høj for en floorballmålmand med 195 cm. Men han har en utrolig fysisk styrke, som tillader ham at agere hurtigt og som gør ham i stand til både at holde positionen når han er i yderpositionen, men også til hurtigt at genvinde sin position, når han har været ude af balance. Som målmand udstråler han ro, men han har temperament og vil vinde.

## Meritter
- Årets hold floorballligaen: 2013, 2014 og 2017
- Vinder af U19 B VM
- Dansk mester 2009, 2011, 2012, 2013, 2014 og 2015
- All star hold VM 2014
- 2 VM 2014 og 2016
- 25 landskampe